# Pleuridium mexicanum
Pleuridium mexicanum är en bladmossart som beskrevs av Jules Cardot 1910. Pleuridium mexicanum ingår i släktet sylmossor, och familjen Archidiaceae. Inga underarter finns listade i Catalogue of Life.